# Hyphessobrycon
Hyphessobrycon är ett släkte av fiskar som fick sin vetenskapliga beskrivning 1908 av Marion Durbin Ellis. Hyphessobrycon ingår i familjen Characidae.

## Dottertaxa tillHyphessobrycon, i alfabetisk ordning[1]
- Hyphessobrycon acaciae
- Hyphessobrycon agulha
- Hyphessobrycon albolineatum
- Hyphessobrycon amandae
- Hyphessobrycon amapaensis
- Hyphessobrycon amaronensis
- Hyphessobrycon anisitsi
- Hyphessobrycon arianae
- Hyphessobrycon auca
- Hyphessobrycon axelrodi
- Hyphessobrycon balbus
- Hyphessobrycon bentosi
- Hyphessobrycon bifasciatus
- Hyphessobrycon borealis
- Hyphessobrycon boulengeri
- Hyphessobrycon brumado
- Hyphessobrycon cachimbensis
- Hyphessobrycon catableptus
- Hyphessobrycon coelestinus
- Hyphessobrycon columbianus
- Hyphessobrycon compressus
- Hyphessobrycon condotensis
- Hyphessobrycon copelandi
- Hyphessobrycon cyanotaenia
- Hyphessobrycon diancistrus
- Hyphessobrycon duragenys
- Hyphessobrycon ecuadorensis
- Hyphessobrycon ecuadoriensis
- Hyphessobrycon eilyos
- Hyphessobrycon elachys
- Hyphessobrycon eos
- Hyphessobrycon epicharis
- Hyphessobrycon eques
- Hyphessobrycon erythrostigma
- Hyphessobrycon fernandezi
- Hyphessobrycon flammeus
- Hyphessobrycon frankei
- Hyphessobrycon georgettae
- Hyphessobrycon gracilior
- Hyphessobrycon griemi
- Hyphessobrycon guarani
- Hyphessobrycon hamatus
- Hyphessobrycon haraldschultzi
- Hyphessobrycon hasemani
- Hyphessobrycon heliacus
- Hyphessobrycon herbertaxelrodi
- Hyphessobrycon heteresthes
- Hyphessobrycon heterorhabdus
- Hyphessobrycon hexastichos
- Hyphessobrycon hildae
- Hyphessobrycon igneus
- Hyphessobrycon iheringi
- Hyphessobrycon inconstans
- Hyphessobrycon isiri
- Hyphessobrycon itaparicensis
- Hyphessobrycon khardinae
- Hyphessobrycon langeanii
- Hyphessobrycon latus
- Hyphessobrycon loretoensis
- Hyphessobrycon loweae
- Hyphessobrycon luetkenii
- Hyphessobrycon maculicauda
- Hyphessobrycon mavro
- Hyphessobrycon megalopterus
- Hyphessobrycon melanostichos
- Hyphessobrycon melasemeion
- Hyphessobrycon melazonatus
- Hyphessobrycon meridionalis
- Hyphessobrycon metae
- Hyphessobrycon micropterus
- Hyphessobrycon milleri
- Hyphessobrycon minimus
- Hyphessobrycon minor
- Hyphessobrycon moniliger
- Hyphessobrycon mutabilis
- Hyphessobrycon negodagua
- Hyphessobrycon nicolasi
- Hyphessobrycon niger
- Hyphessobrycon nigricinctus
- Hyphessobrycon notidanos
- Hyphessobrycon ocasoensis
- Hyphessobrycon oritoensis
- Hyphessobrycon otrynus
- Hyphessobrycon panamensis
- Hyphessobrycon pando
- Hyphessobrycon parvellus
- Hyphessobrycon paucilepis
- Hyphessobrycon peruvianus
- Hyphessobrycon piabinhas
- Hyphessobrycon poecilioides
- Hyphessobrycon procerus
- Hyphessobrycon proteus
- Hyphessobrycon pulchripinnis
- Hyphessobrycon pyrrhonotus
- Hyphessobrycon pytai
- Hyphessobrycon reticulatus
- Hyphessobrycon robustulus
- Hyphessobrycon rosaceus
- Hyphessobrycon roseus
- Hyphessobrycon rutiliflavidus
- Hyphessobrycon saizi
- Hyphessobrycon santae
- Hyphessobrycon savagei
- Hyphessobrycon schauenseei
- Hyphessobrycon scholzei
- Hyphessobrycon scutulatus
- Hyphessobrycon sebastiani
- Hyphessobrycon simulatus
- Hyphessobrycon socolofi
- Hyphessobrycon sovichthys
- Hyphessobrycon stegemanni
- Hyphessobrycon stramineus
- Hyphessobrycon sweglesi
- Hyphessobrycon taguae
- Hyphessobrycon takasei
- Hyphessobrycon taurocephalus
- Hyphessobrycon tenuis
- Hyphessobrycon togoi
- Hyphessobrycon tortuguerae
- Hyphessobrycon tropis
- Hyphessobrycon tukunai
- Hyphessobrycon tuyensis
- Hyphessobrycon uruguayensis
- Hyphessobrycon wajat
- Hyphessobrycon weitzmanorum
- Hyphessobrycon werneri
- Hyphessobrycon vilmae
- Hyphessobrycon vinaceus